# Чемпионат России по русским шашкам среди женщин 2005 (быстрая программа)
Чемпионат России по русским шашкам среди женщин 2005 года в быстрой программе проводился в Адлере 4 октября.
Главный судья: Рафайлович Р. Е., судья первой категории. Главный секретарь: Шулюпов В. А., судья республиканской категории.
Регламент
Чемпионат проводился по швейцарской системе в 9 туров с укороченным контролем времени. Участницы каждый тур играли друг с другом по две партии с жеребьевкой первого полухода.

## Турнирная таблица
| место | ФИО                              | Звание | Рейтинг | регион          | Очки |
| ----- | -------------------------------- | ------ | ------- | --------------- | ---- |
| 1     | Морозова Софья Викторовна        | кмс    | 2293    | Калуга          | 7    |
| 2     | Тетерина Татьяна Евгеньевна      | гр     | 2530    | Москва          | 5½   |
| 3     | Полевая Ольга Сергеевна          | мс     | 2416    | Жуковка         | 5½   |
| 4     | Саршаева Жанна Сабитовна         | кмс    | 2250    | п. Новинка      | 5½   |
| 5     | Кузина Юлия Владимировна         | кмс    | 2404    | Калуга          | 5½   |
| 6     | Залевская Наталья Васильевна     | мгр    | 2514    | Казань          | 5½   |
| 7     | Бушуева Екатерина Николаевна     | мгр    | 2693    | Москва          | 5½   |
| 8     | Ганина Любовь Анатольевна        | мс     | 2366    | Екатеринбург    | 5    |
| 9     | Суровцева Татьяна Николаевна     | мс     | 2367    | Москва          | 5    |
| 10    | Смаженюк Анастасия Александровна | мс     | 2460    | Электросталь    | 5    |
| 11    | Перчик Татьяна Владимировна      | кмс    | 2329    | Калуга          | 5    |
| 12    | Яллина Евгения Вячеславовна      | кмс    | 2299    | Казань          | 4½   |
| 13    | Сорокина Инна Владимировна       | мс     | 2416    | Брянск          | 4½   |
| 14    | Кузнецова Юлия Анатольевна       | мс     | 2404    | Королёв         | 4½   |
| 15    | Моржаедова Наталья Николаевна    | гр     | 2459    | Ниж. Тагил      | 4    |
| 16    | Дашкова Гузялия Равильевна       | кмс    | 2239    | Самара          | 4    |
| 17    | Гатауллина Г. С.                 | кмс    | 2252    | Казань          | 4    |
| 18    | Мосалова Юлия Игоревна           | мгр    | 2451    | Калуга          | 4    |
| 19    | Сога Светлана Валерьевна         | кмс    | 2258    | Челябинск       | 4    |
| 20    | Елагина Анна Михайловна          | мс     | 2379    | Тихвин          | 4    |
| 21    | Петрова Людмила Вячеславовна     | мс     | 2296    | Санкт-Петербург | 3½   |
| 22    | Цирулёва Татьяна Петровна        | кмс    | 2250    | Рузаевка        | 3    |
| 23    | Шерстнёва В. Ю.                  | I      | ---     | Сургут          | 2    |
| 24    | Попова Ю. Ю.                     | I      | ---     | Татарстан       | 2    |